# Polynema aristokratka
Polynema aristokratka (лат.) — вид хальцидоидных наездников рода Polynema из семейства Mymaridae. Название вида в переводе с русского означает аристократка.

## Распространение
Новая Зеландия.

## Описание
Мелкие хальцидоидные наездники. Длина тела: 0,5 мм (590–660 мкм). Бескрылый вид (как и Polynema markiza единственные бескрылые среди прочих Polynema). Отличается от P. markiza мезоскутумом слитным со скутеллюмом (и последний без френальных ямок). Тело преимущественно тёмно-коричневое, за исключением коричневой переднеспинки и светло-коричневого черешка; скапус и педицель светло-коричневые, жгутик коричневые, булава тёмно-коричневая; ноги светло-коричневые, за исключением апикальных члеников коричневых. Высота головы  примерно равна ширине. Тело гладкое и блестящее. Булава усиков 1-члениковая. Крылья с длинными краевыми щетинками. Усики очень длинные, больше длины головы вместе грудью. Предположительно, как и другие виды паразитоиды насекомых. Вид был впервые описан в 2021 году российско-американским гименоптерологом Сергеем Владимировичем Тряпицыным (Entomology Research Museum, Department of Entomology, Калифорнийский университет в Риверсайде, Калифорния, США) вместе с такиеми видами как P. markiza, P. baronessa, P. grafinya, P. imperatrix, P. koroleva, P. princessa, P. rangatira